# Paraclaravis mondetoura
La tortolita pechimorada, también palomita de pecho pojo, palomita pechirroja, tortolita serranera, tortolita serrana, turquita pechimorada, tortolita de pecho morado, tórtola pecho morado, tortolita pechimarrón, tortolita pechimarrón, tortolita de pecho marrón o tortolita chusquera (Paraclaravis mondetoura) es una especie de ave columbiforme de la familia Columbidae. Es nativo de América Central y América del Sur, incluyendo Bolivia, Colombia, Costa Rica, Ecuador, El Salvador, Guatemala, Honduras, México, Panamá, Perú y Venezuela. Su hábitat consiste de bosque húmedo tropical y subtropical y matorrales.

## Subespecies
Se distinguen las siguientes subespecies:
- Paraclaravis mondetoura inca Van Rossem, 1934
- Paraclaravis mondetoura mondetoura (Bonaparte, 1856)
- Paraclaravis mondetoura ochoterena Van Rossem, 1934
- Paraclaravis mondetoura pulchra Griscom, 1930
- Paraclaravis mondetoura salvini Griscom, 1930
- Paraclaravis mondetoura umbrina Griscom, 1930